# Новоджерелиевское сельское поселение
Новоджерелиевское сельское поселение —  муниципальное образование в Брюховецком районе Краснодарского края России.
В рамках административно-территориального устройства Краснодарского края ему соответствует Новоджерелиевский сельский округ.
Административный центр — станица Новоджерелиевская.

## Население
| 2010  | 2012  | 2013  | 2014  | 2015  | 2016  | 2017  |
| ----- | ----- | ----- | ----- | ----- | ----- | ----- |
| 6289  | ↗6294 | ↗6316 | ↘6272 | ↘6256 | ↘6215 | ↗6245 |
| 2018  | 2019  | 2020  | 2021  | 2023  |       |       |
| ↗6247 | ↘6232 | ↘6173 | ↗6671 | ↘6640 |       |       |

## Населённые пункты
В состав сельского поселения (сельского округа) входят 3 населённых пункта:
| № | Населённый пункт  | Тип населённого пункта | Население (чел.) |
| - | ----------------- | ---------------------- | ---------------- |
| 1 | Новоджерелиевская | станица                | ↗5151            |
| 2 | Бейсугское        | село                   | ↘345             |
| 3 | Челюскинец        | хутор                  | ↘924             |